# Saint-Roman
För andra betydelser, se Saint-Roman (olika betydelser).
Saint-Roman är en kommun i departementet Drôme i regionen Auvergne-Rhône-Alpes i sydöstra Frankrike. Kommunen ligger i kantonen Châtillon-en-Diois som tillhör arrondissementet Die. År 2022 hade Saint-Roman 231 invånare.

## Befolkningsutveckling
Antalet invånare i kommunen Saint-Roman
Referens:INSEE